# M20 75mm無反動砲
M20 75mm無反動砲（M20 75ミリむはんどうほう、英語: M20 75mm recoilless rifle）は、アメリカ合衆国で開発・製造された無反動砲である。

## 概要
アメリカは、1906年のデイビス砲で世界に先駆けて無反動砲の開発に成功したものの、その後長く顧みられることはなかった。一方、ドイツのクルップ社はその成果に注目して、1930年代より無反動砲の開発に着手し、LG40 7.5cm無反動砲を完成させた。これはクレタ島侵攻作戦より実戦投入され、高く評価された。
一方、第二次世界大戦間の装甲技術の著しい発達の結果、歩兵部隊および他の軽武装部隊の対装甲攻撃能力は極端に脆弱化しており、このことから中距離において対装甲攻撃能力が十分に高く、かつ歩兵部隊によって容易に運ぶことが可能な兵器が必要されていた。
1943年、第二次世界大戦中の北アフリカ戦線においてアメリカ軍はドイツ軍のLG40を鹵獲し、ただちにこれを参考にした105mm、さらに155mm口径の無反動砲の開発に着手した。開発は陸軍武器科小火器部門によって行われ、比較的短期に完了したが、イギリスが独自に開発した「バーニー砲」の技術情報が伝えられ、これに基づいてドイツ製とは異なる作動原理の無反動砲の開発が行われた。この新たな計画によって開発された3種類(Light/Medium/Heavy)のうち、"Medium"にあたるものが本砲であり、"Light"にあたるM18 57mm無反動砲と並び、アメリカ軍が配備した最初の無反動砲である。
なお、砲弾のうち弾頭部は既存のM1 75mm榴弾砲用のものが流用されている。

## 構造・運用

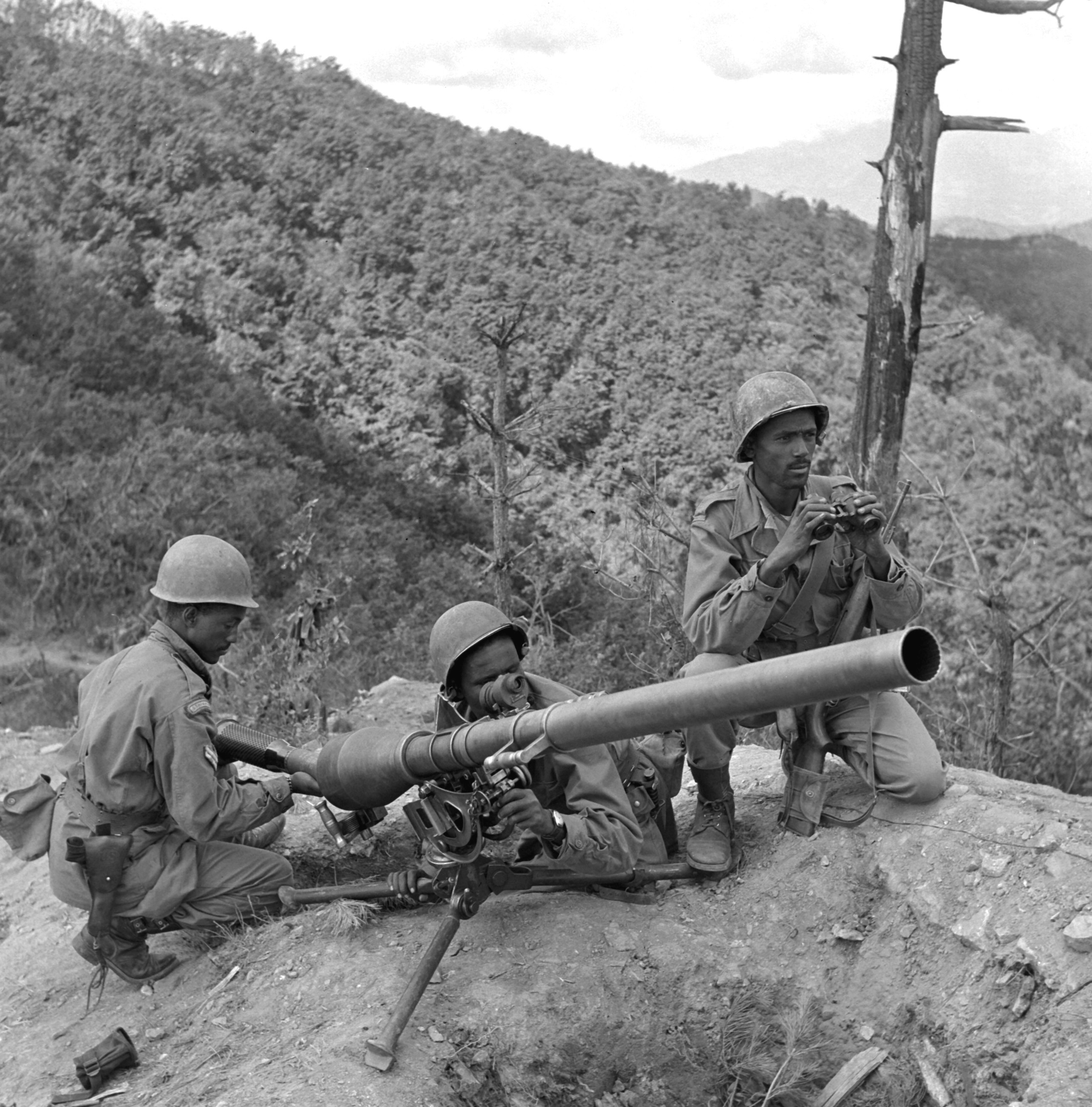
朝鮮戦争でM20 75mm無反動砲を射撃するエチオピア軍

本砲は、M18と同様、アメリカが独自に開発したクロムスキット式を採用している。無反動砲であることから砲身は非常に薄く軽量であり、また、比較的軽量で反動もほぼないことから、砲架としてはブローニングM1917重機関銃の三脚架が流用され、また、ジープに搭載しての運用も行われた。
既存の機関銃用銃架にそのまま搭載できることから、本砲を供与された国の中には、軽戦車の砲塔上銃架に搭載し、手軽な火力増強策としている例がある。フランスでは、1956年にイタリア製のスクーター（ベスパ）にM20 75mm無反動砲を搭載した、ベスパ 150 TAPが空挺部隊用の即製戦闘車両として開発され、配備されていた。
1944年には第一次試作モデルである"T21"のテストが行われ、翌1945年の3月より量産モデルである"T21E12"が"RIFLE (Recoilless), 75-MM M20"として制式採用されて生産が開始され、ヨーロッパおよび太平洋の戦場に順次配備されたが、欧州戦線では程なく戦争が終結したこともあり、少数が使用されたのみに終わった。太平洋戦線でも同年6月の沖縄戦より実戦投入されたが、やはり配備数が揃わないまま終戦を迎えている。
大戦後も配備は継続され、歩兵大隊の無反動砲小隊に4門が配備されたが、朝鮮戦争では、北朝鮮軍のT-34戦車に対して有効な打撃を与えることができなかった。成形炸薬弾を使用しても装甲貫通力はRHA換算で100mmに過ぎず、有効な対戦車火力とは言えなくなっていたため、大口径化されたM40 106mm無反動砲、あるいは対戦車ミサイルによって代替されて退役した。ただし、ベトナム戦争中においても、アメリカ陸軍特殊部隊群の指揮下に編成された民間不正規戦グループ（CIDG）や、タイ王国軍・フィリピン軍など同盟国軍においては運用が継続されていた。
なお、アメリカ軍から全ての砲が退役した後も、雪崩予防（アバランチコントロール）に用いるため、アメリカ合衆国国立公園局においては1990年代に弾薬の備蓄が尽きるまでは運用が継続されていた。

### 日本における運用
日本の陸上自衛隊においても、アメリカ軍よりの供与品を75mm無反動砲M20として装備し、普通科部隊が保有していた。供与は警察予備隊時代の1951年より開始され、1970 - 1980年代には対戦車ミサイルに置き換えられる形で部隊から引き揚げられ、予備装備となった。予備装備としての保管はその後も続けられ、正式に退役とされたのは1994年のことである。

### 中華民国／中華人民共和国における運用
中華民国においてはM18 57mm無反動砲と共に1945年にアメリカより援助品として供与され、部隊での運用結果が良好であったことから設計図を入手して製造設備を揃えて自国生産に着手したが、国共内戦の結果中華民国政府が台湾に移転したことにより、中国大陸では部分的な国産に成功したのみに終わっている。台湾撤退後に改めて台湾で生産された国産品は“民國43年式75mm無後坐力炮”（43年式75mm無反動砲,“43年式”は民国紀元に基づく）の制式名称が与えられ、同じくライセンス生産されたM40 106mm無反動砲と共に長らく装備された。
中華人民共和国では、中華民国から接収した設備と設計図を用いて“52式75mm无后坐力炮”として1952年からコピー生産し、車輪を装着できるように改良した独自設計の砲架と組み合わせて運用した。更に、1956年よりは細部を中華人民共和国独自の仕様に修正した“56式75mm无后坐力炮”、1950年代の末には56式の砲身と砲尾を分割して分解して運搬できるように変更した“56式I型”を開発、1967年には、-I型の細部を改修し、砲架より車輪を廃して三脚のみとし、撃鉄付きの銃把（ピストル型フォアグリップ）を備えた発展型の“56式II型”が開発されて1968年より生産と配備が開始され、歩兵大隊の支援火砲として長らく使用された。
52/56式はコピー品でありながら独自に開発した安定翼付HEAT弾が使用できる点でオリジナルよりも改良されている。また、改良が為される毎に軽量化がなされ、56式I型では砲架が43.6 kgから32.4 kg、砲本体が45 kgから34 kgに減量され、56式II型では未装填状態の砲本体が30 kg余、砲全体の重量でも51 kg（うち砲架16 kg）と、個人が肩担して運搬し運用できるものにまで軽減されている。
52式、および56式の各型は中華人民共和国の他北ベトナムといった国々にも輸出／供与されて用いられており、レバノン内戦では中華人民共和国が支援した勢力が使用していることが確認されている。

### 現用
- ギニアビサウ - 2024年時点で、ギニアビサウ陸軍が52式を保有[1]。
- タンザニア - 2024年時点で、タンザニア陸軍が52式を保有[2]。

## 諸元・性能
諸元
- 種別: 無反動砲
- 口径: 75mm
- 砲身長: 22.05口径長（1,654mm）
- ライフリング: 右回り（25口径/1回転）
- 重量: 51.9 kg（砲本体）
76.1kg（全備重量）
- 全長: 2,083 mm (82.0 in)

作動機構
- 砲尾: 断隔螺式 下方解放式
- 反動: クロムスキット式無反動砲
- 砲架: 三脚式（ブローニングM1917重機関銃用）

性能
- 旋回角: 360°
- 初速: 304.8 m/s
- 有効射程: 約900m（移動目標）
約1,350m（固定目標）
- 最大射程: 6,400m
- 発射速度: 10発/分

砲弾・装薬
- 弾薬: 完全弾薬筒（75×408mmR）

運用史
- 開発国:  アメリカ合衆国
- 生産期間: 1945年-？

## 登場作品

### 映画
『大怪獣バラン』
陸上自衛隊が、湖の中から姿を現したバランに対して使用する。
撮影にはプロップのほか、陸上自衛隊の全面協力で実物も使用されており、実際の設置・撤去作業などを行う様子が映されている。
『地球防衛軍』
防衛隊が、地上を侵攻するモゲラに対して使用する。
撮影には、陸上自衛隊の全面協力で実物が使用されている。また、本作の映像は『モスラ対ゴジラ』で流用されており、自衛隊がゴジラ迎撃のために実施する「A作戦」内にて、ゴジラを作戦区域へ誘導するために使用されている。